# François Pervou
 (novembre 2019).
François Pervou est un sculpteur belge du XVIe siècle.

## Biographie
François Pervou, sculpteur belge du XVIe siècle, est actif probablement à Malines.
Lui et Dominique de Farent sont deux compatriotes de Colin. Celui-ci, en 1577, les charges de l'exécution de la fontaine à huit pans, qui lui est commandée par la ville de Vienne, et du tombeau du comte d'Altan, qui sortit vers la même époque de ses ateliers. La fontaine est destinée au zoo de la ville.